# Passo europeo
Il passo europeo (conosciuto in lingua inglese indifferentemente sia come "euro step" che "eurostep") è un termine della pallacanestro che descrive il movimento d'attacco con il quale un giocatore supera il difensore fermando il palleggio, alternando repentinamente prima un passo in una direzione, e poi un altro in un'altra direzione. Il passo europeo permette al giocatore offensivo di eludere un difensore e di attaccare il canestro. È una sorta di terzo tempo rallentato. 

## Storia
Sviluppato nel basket europeo, si ritiene storicamente che sia stato portato nella NBA dal lituano Šarūnas Marčiulionis, ma è stato reso famoso e massicciamente diffuso in Nord America da Manu Ginóbili, arrivato nel campionato americano dalla Serie A italiana. È stato in seguito adottato da molti giocatori nati in America, tra i quali James Harden, Dwyane Wade e Rajon Rondo, così come dal playmaker sloveno Goran Dragić. 
L'allenatore John Calipari è noto per essere solito insegnare il passo europeo ai suoi giocatori: tra i suoi ex giocatori che lo utilizzano frequentemente nella NBA ricordiamo Tyreke Evans, Derrick Rose e John Wall.
Inoltre, è molto utilizzato e ben eseguito da giocatori dotati di notevole potenza fisica come Giannīs Antetokounmpo e Russell Westbrook.